# Snehashish Dutta
Snehashish Dutta là một cầu thủ bóng đá người Ấn Độ thi đấu ở vị trí tiền vệ cho Mohun Bagan ở I-League.

## Sự nghiệp

### Prayag United
Dutta trải qua một mùa giải tại Prayag United S.C. nơi thành tích lớn nhất của anh là ghi bàn ở Cúp Liên đoàn trước East Bengal. Sau đó anh ra mắt tại I-League trước East Bengal ngày 29 tháng 10 năm 2011.

### Mohun Bagan
Ngày 14 tháng 5 năm 2012 có thông báo rằng Dutta đã ký hợp đồng với đội bóng I-League Mohun Bagan mùa giải 2012–13.

### Bhawanipore F.C.
Năm 2013, anh gia nhập Bhawanipore F.C. và thi đấu ở Cúp Liên đoàn (Ấn Độ) 2013–14 và I-League 2nd Division 2014.

## Thống kê sự nghiệp

### Câu lạc bộ
Số liệu chính xác tính đến ngày 18 tháng 5 năm 2012
| Câu lạc bộ          | Mùa giải            | Giải vô địch | Giải vô địch | Giải vô địch | Cúp     | Cúp       | Cúp      | AFC     | AFC       | AFC      | Tổng    | Tổng      | Tổng     |
| Câu lạc bộ          | Mùa giải            | Số trận      | Bàn thắng    | Kiến tạo     | Số trận | Bàn thắng | Kiến tạo | Số trận | Bàn thắng | Kiến tạo | Số trận | Bàn thắng | Kiến tạo |
| ------------------- | ------------------- | ------------ | ------------ | ------------ | ------- | --------- | -------- | ------- | --------- | -------- | ------- | --------- | -------- |
| Prayag United       | 2011–12             | 7            | 0            | 0            | 1       | 1         | 0        | —       | —         | —        | 8       | 1         | 0        |
| Tổng cộng sự nghiệp | Tổng cộng sự nghiệp | 7            | 0            | 0            | 1       | 1         | 0        | 0       | 0         | 0        | 8       | 1         | 0        |